# Odessa Zastawa III
Odessa Zastawa III (ukr. Одеса-Застава III, ros. Одесса-Застава III) – stacja kolejowa w miejscowości Odessa, w obwodzie odeskim, na Ukrainie. Stacja nie obsługuje ruchu pasażerskiego.